# 14727 Suggs
14727 Suggs este un asteroid din centura principală de asteroizi.

## Descriere
14727 Suggs este un asteroid din centura principală de asteroizi. A fost descoperit pe 27 februarie 2000 la Kitt Peak National Observatory în cadrul proiectului Spacewatch. El prezintă o orbită caracterizată de o semiaxă mare de 2,28 ua, o excentricitate de 0,10 și o înclinație de 3,7° în raport cu ecliptica.